# The World Before
«El Mundo Antes» —título original en inglés: «The World Before»— es el octavo episodio y final de mitad de la décima temporada de la serie de televisión posapocalíptica, horror The Walking Dead , que salió al aire en el canal AMC el 24 de noviembre de 2019. Fox lo estrenó en España e Hispanoamérica el día siguiente, respectivamente. Julia Ruchman se encargó en el guion del episodio, mientras que John Dahl se encargó en dirigirlo. 

## Trama
En un flashback, Alpha elige a Dante para infiltrarse en Alexandría y espiar a sus residentes y luego darle a Alpha la información. Se revela que Dante es quien pintó el grafiti "Silencio de los Susurradores", saboteó el suministro de agua y asfixió a Cheryl hasta la muerte. En el presente, Rosita va a visitar a Siddiq, pero encuentra a Dante que la ataca. Rosita es capaz de apuñalar a Dante en el pecho con un cuchillo y se ve obligada a eliminar a un Siddiq reanimado.
En la frontera, Gamma revela información a Aaron sobre la posición actual de la horda a cambio de ver a su sobrino y ella revela que su verdadero nombre es Mary.
De vuelta en Alexandria, los residentes hacen un funeral para Siddiq, dirigido por el Padre Gabriel que hace un elogio. Rosita está angustiada por la muerte de Siddiq y libera su ira matando a caminantes en las afueras de la comunidad y Eugene la ayuda. Gabriel visita a un Dante encarcelado y termina brutalmente apuñalándolo hasta la muerte.
Michonne, Judith y Luke viajan a Oceanside. Cuando llegan, aparece un hombre llamado Virgil y Michonne sospecha de lo que quiere. Explica que solo estaba buscando suministros y quiere volver con su familia, donde viven en una base naval fortificada, pero es difícil de encontrar. Michonne acepta ayudar a Virgil a encontrar a su familia a cambio de armas de la base para destruir la horda de Alpha. Michonne deja a Judith un walkie-talkie para que se comuniquen y se despiden. Michonne y Virgil luego navegan en un bote hacia la isla.
Daryl, Carol y Aaron se encuentran con Jerry, Magna, Connie y Kelly para encontrar a la horda, pero la ubicación está vacía y en su lugar deciden buscar a Lydia. En el bosque, Carol ve a Alpha y la persigue. Todo el grupo la sigue y los lleva directamente a una cueva, donde están atrapados y rodeados por la horda de caminantes de Alpha.

## Producción

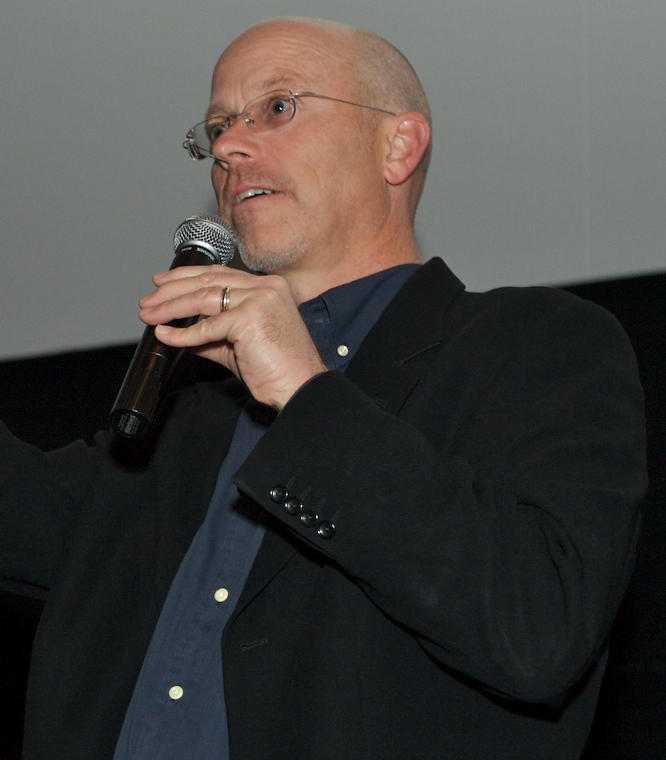
El episodio fue dirigido por John Dahl, quien dirigió la serie por primera vez

Este episodio también presenta la primera aparición de Virgil, interpretado por Kevin Carroll. Su lanzamiento se anunció por primera vez en julio de 2019. Este episodio fue dirigido por John Dahl, marcando el primer episodio que había dirigido para la serie.

## Recepción

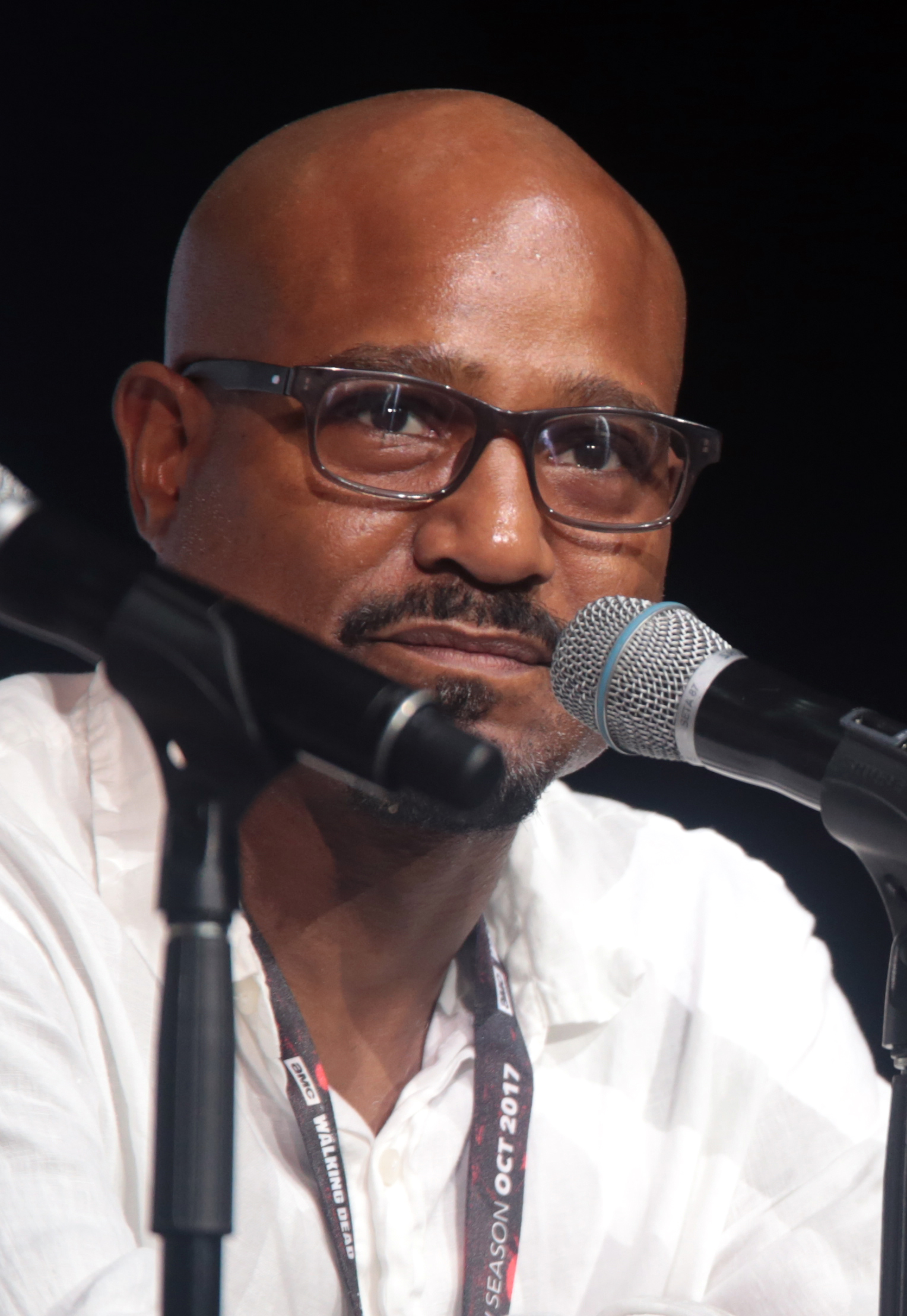
Seth Gilliam fue aclamado por la crítica por su actuación, en el desarrollo del Padre Gabriel quien fue elogiado en el episodio.

### Recepción crítica
"The World Before" recibió críticas generalmente positivas de los críticos, con elogios particulares hacia el desarrollo de Gabriel. En Rotten Tomatoes, el episodio tiene un índice de aprobación del 86% con un puntaje promedio de 6.94 de 10, basado en 14 revisiones. El consenso crítico del sitio dice: "Un esfuerzo un tanto anticlimático y desigual, 'The World Before' todavía se las arregla para dejar la puerta abierta a una atractiva lista de hilos de trama en la segunda mitad de la décima temporada de TWD".
Brian Lowry escribiendo para CNN elogió el episodio y escribió: "Durante la primera mitad de la décima temporada, la serie ha recuperado un cierto impulso, gracias a la forma en que los escritores han mostrado personajes clave".
Erik Kain de Forbes elogió el desarrollo de Rosita y Gabriel y escribió: "Las escenas Gabriel vs Dante y Rosita vs Dante fueron espectaculares, pero todo el argumento de" encuentra la manada "y todo lo relacionado con Los Susurradores, incluido el cliffhanger extrañamente anticlimático y variante simplemente meh ".
Al escribir para TV Fanatic, Paul Dailly dijo en su reseña: "En algunos aspectos, funcionó. En otros, se sintió como si los productores olvidaran muchas historias que deberían haberse resuelto, o al menos, obtuve más fuerza para mantener a los fanáticos reflexionando mientras esperan el próximo lote de episodios".

### Calificaciones
"The World Before" recibió una audiencia total de 3.21 millones, con una calificación de 1.0 en adultos de 18 a 49 años. Fue el programa de cable mejor calificado de la noche, sin embargo, marcó una ligera disminución en la audiencia de la semana anterior.